# Доктрина Пауелла
Доктрина Пауелла (англ. Powell Doctrine) — військова доктрина США.
Її також називають Доктриною Уайнбергер — Пауелла (Wienberger-Powell Doctrine).
У 1985 міністр оборони США Уайнбергер запропонував своє бачення щодо застосування американських збройних сил. Воно полягало в наступному:
1. Сполучені Штати не повинні застосовувати силу за межами держави, якщо конкретну участь або сам випадок не є життєво важливим для нашого національного інтересу чи наших союзників…
2. Якщо ми вирішили, що необхідно застосувати збройні сили в даній ситуації, ми повинні це робити щиро і з чітким наміром перемогти.
3. До того як Сполучені Штати застосують силу за межами держави, необхідно мати підтвердження того, що у нас є підтримка американського народу і їх обраних представників в конгресі.
Запропонована Уайнбергером концепція діяла до закінчення холодної війни та розпаду СРСР, а в зв'язку з цими змінами в світі була переглянута та доповнена генералом Пауеллом, який тоді був головою об'єднаного комітету начальників штабів США.